# Балдахин

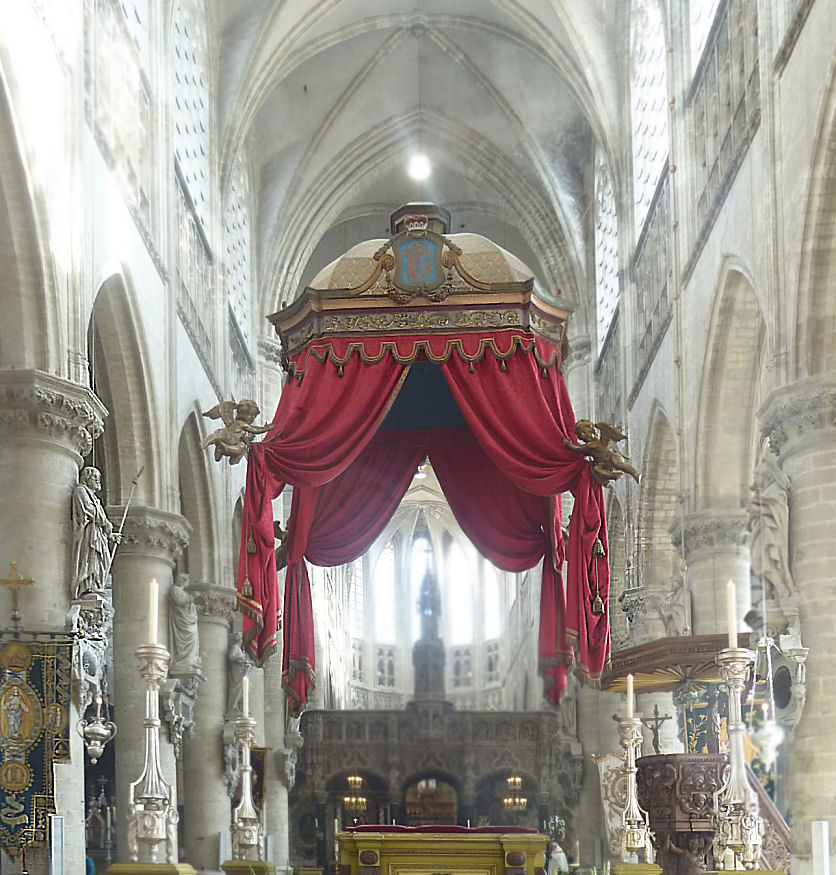
Балдахин для раки св. Гуммара

Балдахин (из фр. baldaquin, итал. baldacchino, от ср.-лат. baldacinus — «дорогая шёлковая ткань из Багдада») — тканевый навес (как и неподвижный, так и переносной), поддерживавшийся столбами или консолями, носивший в том числе и парадный характер. Впоследствии термин перешёл на архитектурное сооружение из камня, дерева или металла в виде навеса на четырёх столбах. Кроме того, балдахином обозначается крестовый свод, покоящийся под углами на четырёх тонких колонках, либо же плоский полог на столбах.

## Этимология
Слово было заимствовано из французского языка посредством немецкого и польского языков со времени Петра I и обозначало дорогие восточные ткани, которые венецианские торговцы привозили из стран Ближнего Востока и Средней Азии. 

## История
Навесы, зонты для защиты от солнца появились на древнем Востоке. Навесы над троном или ложем правителя можно видеть на ассиро-вавилонских и древнеперсидских рельефах. Непосредственно балдахин происходит от церемониальных зонтов, носившихся над головами правителей в древнем Востоке.
Во многих культурах балдахин — символ мирской и духовной власти. В XII-XIII вв., во времена крестовых походов, в западноевропейском романском, а затем и готическом искусстве под арабским влиянием появляются каменные балдахины в качестве навершия статуй, расположенных в интерьерах кафедральных соборов. Они осеняют изображаемых персонажей и воспроизводят в миниатюре город с крепостными стенами и башнями — символ «Града небесного», или Небесного Иерусалима. В интерьере храмов монументальные балдахины из камня, бронзы или дерева воздвигали над алтарями, престолами, захоронениями, креслами хора. Другое название — киворий.
Также балдахины устанавливались и над тронами светских правителей.
В древнерусском искусстве этот архитектурный элемент носил название «сень». В древнерусских храмах балдахин находится над престолом за иконостасом и виден только в проёме открытых Царских врат. Балдахин также возводят над царским местом по правую сторону от бимы и над кафедрой, по другую сторону. Вместе они символизируют единство мирской и духовной власти. Внутренняя часть балдахина — «небо» — расписывают золотыми звёздами по синему фону, иногда помещают изображение голубя в центре с золотыми лучами (символ Святого духа). Такие балдахины возводили и вне стен церкви, например над источником воды: «Святым колодцем» церковного или монастырского двора (в частности, например, в Троице-Сергиевой лавре или в суздальском Спасо-Ефимиевом монастыре) либо посада. Переносной балдахин на шестах (как священный покров) использовался в торжественных церковных процессиях, под ним проносили иконы с изображением Христа, Богородицы или другого святого.
В западноевропейской мебели эпохи готики, Возрождения и барокко балдахины на четырёх столбах с тканевыми завесами присутствовали над кроватью с целью сохранения тепла ввиду того, что спальни не отапливали. В XVII—XVIII веках, в эпоху Людовика XIV и, особенно, Людовика XV (на правление которого пришлось развитие стиля рококо) деревянные балдахины украшали резьбой, позолотой, использовали витые колонки, декоративную скульптуру и филёнки с росписью. Шёлковые и парчовые занавеси с золотым шитьём, ламбрекенами и кистями превращали балдахины в роскошные сооружения. Их устанавливали в альковах либо в самом центре интерьера. Наиболее дорогие украшали бархатом, дамастом и атласом, вышивкой, галунами и плюмажами. Благодаря деятельности Голландской и Британской Ост-Индских компаний в Европу пришла мода на балдахины из набивного хлопка — дорогого индийского чинца, а затем и более дешёвой французской туали. Такие балдахины можно видеть в залах Версаля и в замках долины реки Луары. С начала XIX века балдахины над кроватями выходят из употребления.

## Галерея

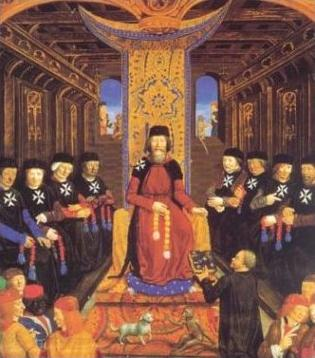
Великий магистр ордена госпитальеров на Родосе восседает на возвышении под балдахином
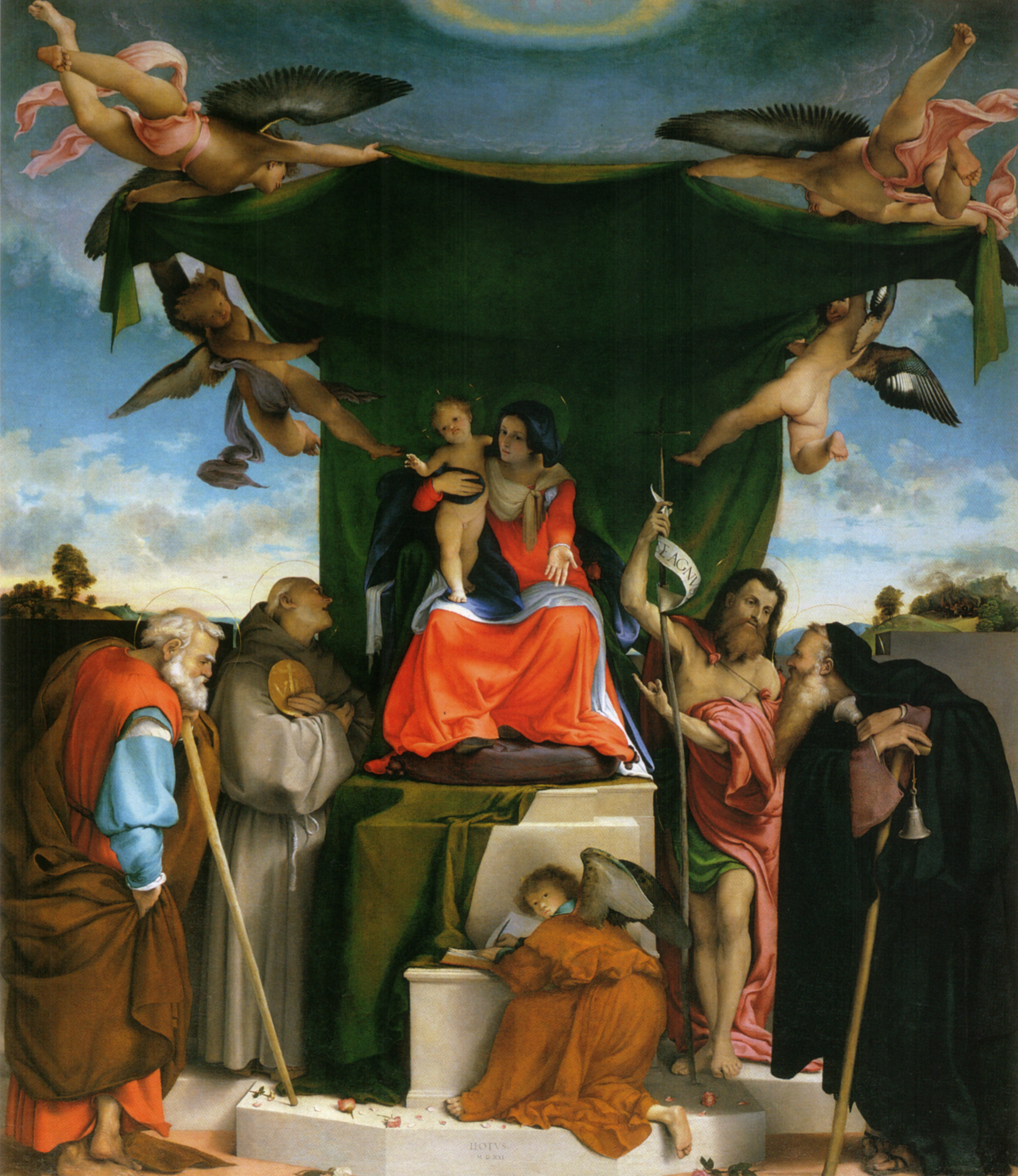
Ангелы над Девой Марией в запрестольном образе Лоренцо Лотто
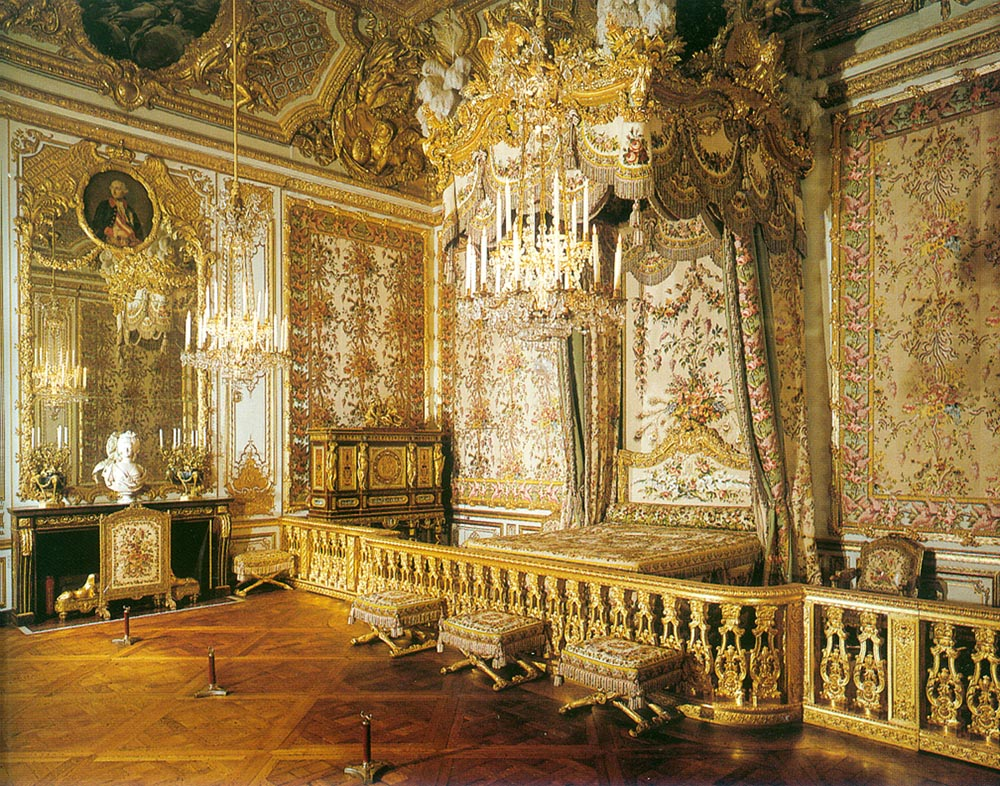
Кровать королевы Марии Лещинской с балдахином в спальне королевы (Chambre de la Reine), Большой дворец Версаля
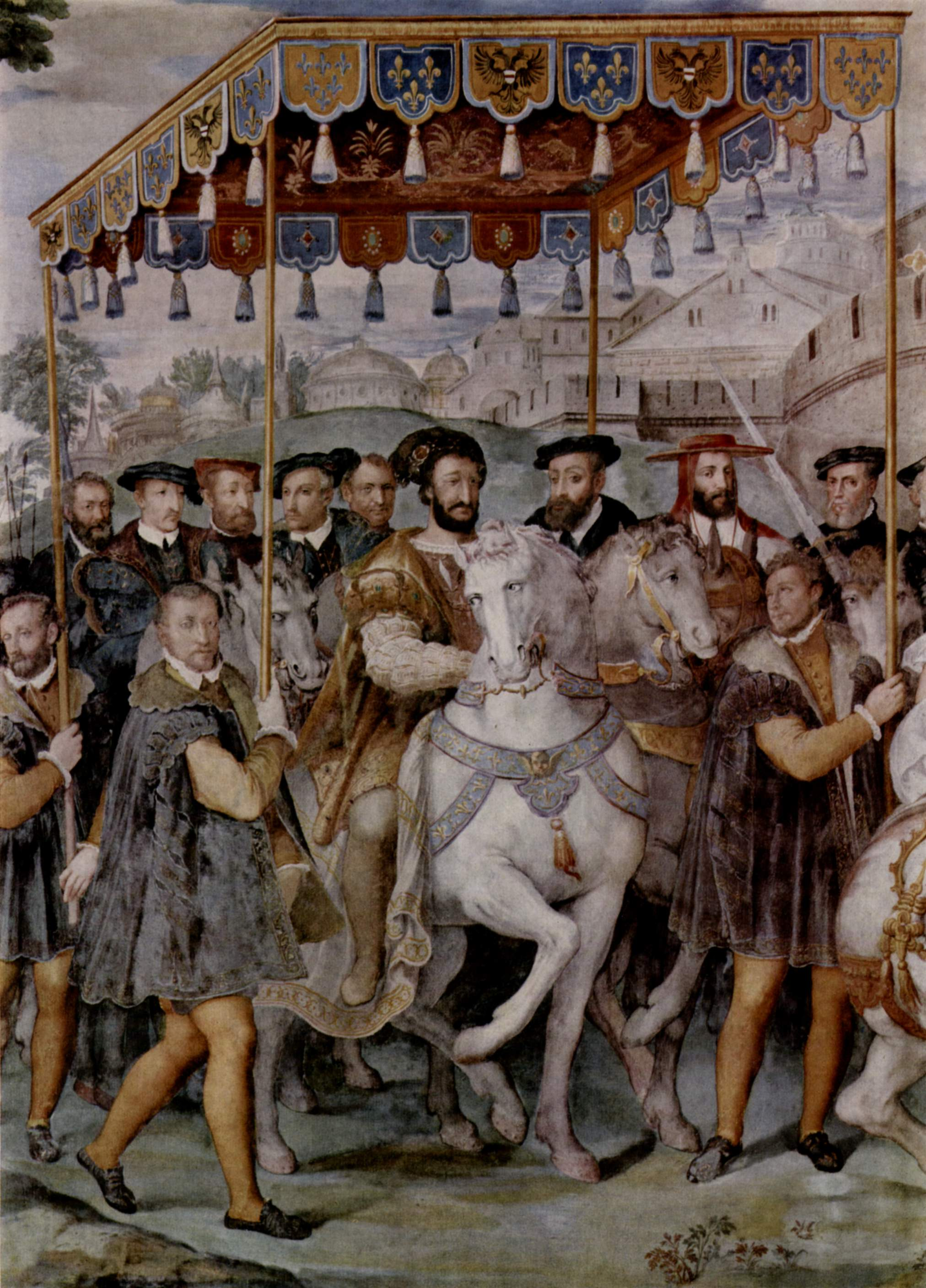
Французский король Франциск I, император Священной Римской империи Карл V и кардинал Алессандро Фарнезе под переносным балдахином
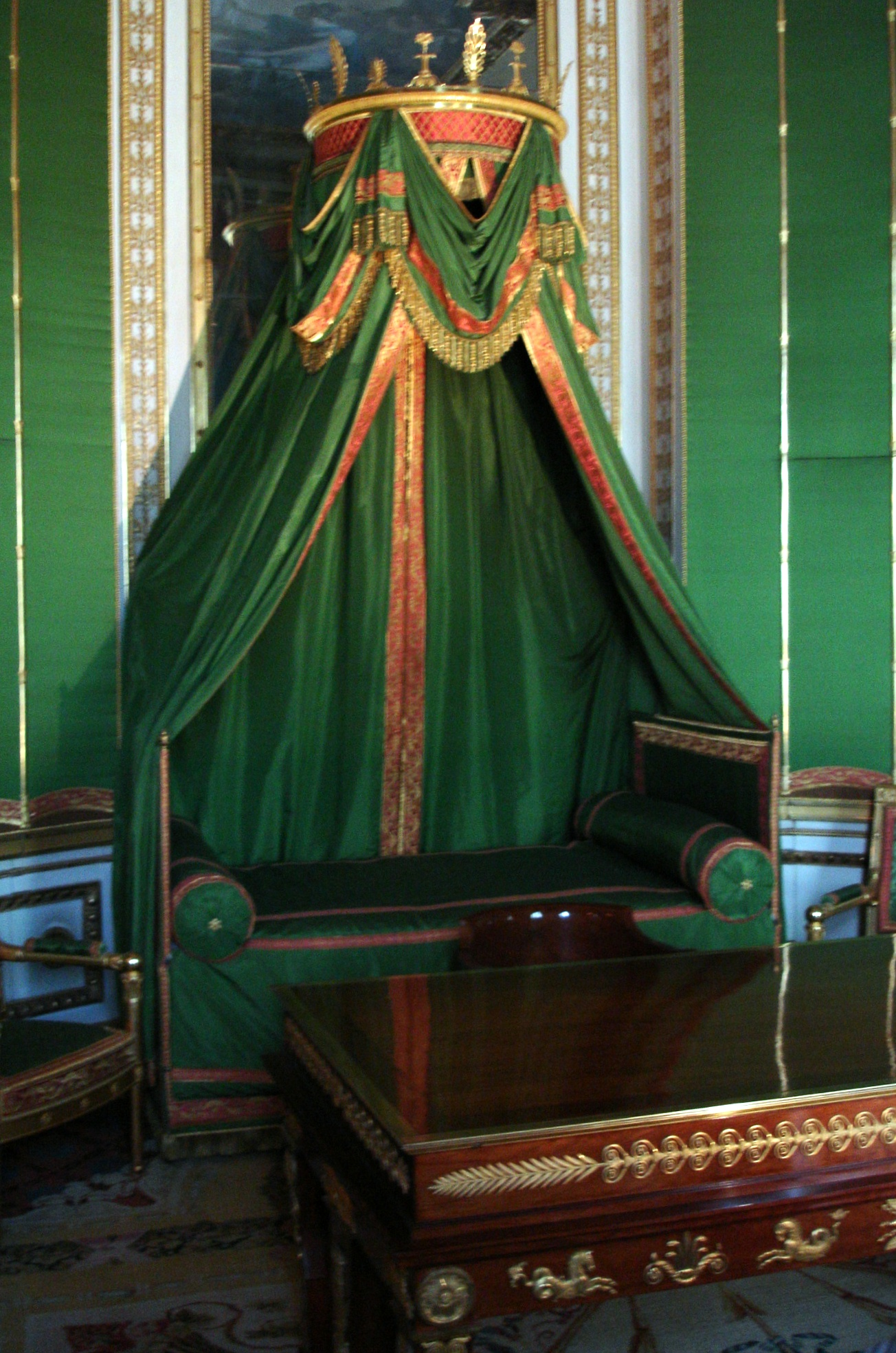
Балдахин в стиле ампир.
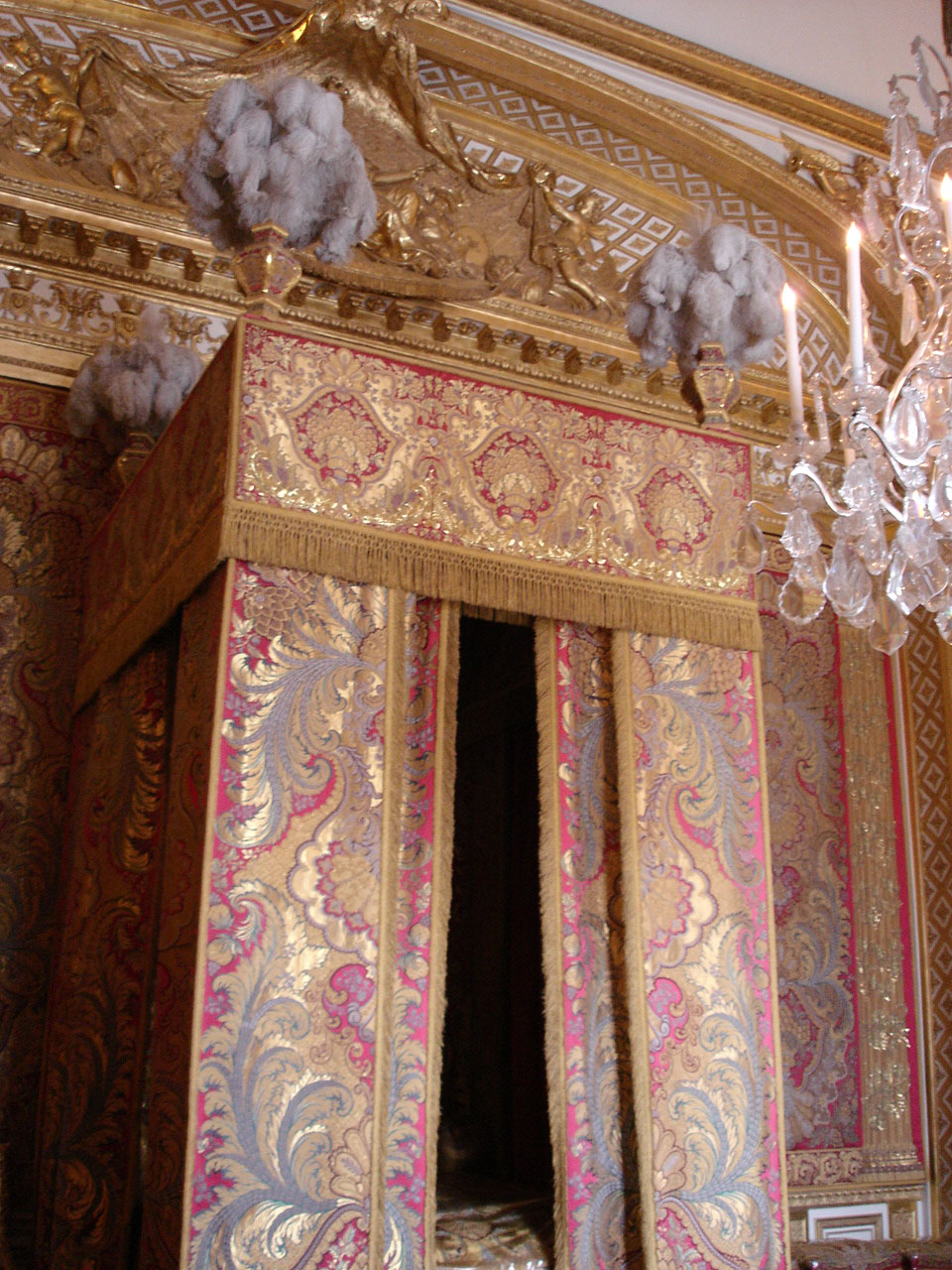
Королевская кровать Людовика XIV под балдахином в Спальне короля (Chambre du Roi), Версаль
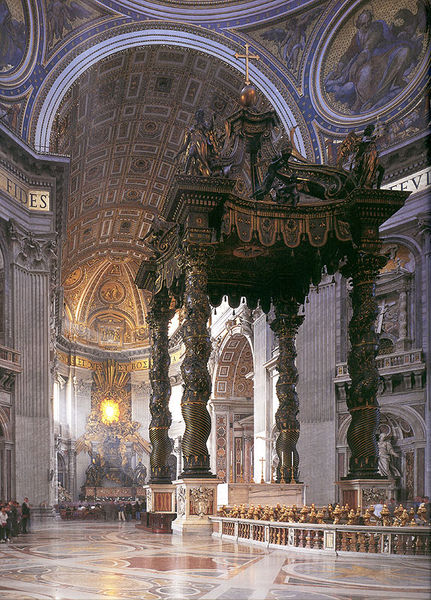
Киворий («Baldacchino») над гробницей Св. Апостола Петра в соборе Св. Петра в Ватикане. Архитектор Бернини.